# ロンゲスト・ライド
『ロンゲスト・ライド』（原題: The Longest Ride）は、2015年に公開されたアメリカ合衆国の恋愛映画である。監督はジョージ・ティルマン・ジュニア、主演はスコット・イーストウッドとブリット・ロバートソンが務める。本作の原作はニコラス・スパークスの小説『The Longest Ride』（2013年9月出版）である。日本では劇場未公開、2016年にDVD発売。

## 概要
本作はカムバックを果たそうとするロデオの前チャンピオン、ルークとニューヨークの芸術界に飛び込もうとしている大学生、ソフィアの恋を描いた作品である。2組の男女の恋愛を通して、愛し続けることの困難と愛がもたらす無限の喜びを掘り下げていく。
お互いの進む道と人生の目標が違うことを自覚しつつも、互いに惹かれ合っていくルークとソフィアは予期せずしてアイラという名の老人と運命的な出会いを果たす。アイラの数十年にもわたる妻との思い出は2人の心を深く打った。

## キャスト
※括弧内は日本語吹替
- ルーク・コリンズ - スコット・イーストウッド（山本匠馬）
- ソフィア・ダンコ - ブリット・ロバートソン（渋谷はるか）
- アイラ - アラン・アルダ（勝部演之）
- 若い頃のアイラ - ジャック・ヒューストン（川島得愛）
- ルース - ウーナ・チャップリン（佐古真弓）
- マルシア - メリッサ・ブノワ
- リンダ・コリンズ - ロリータ・ダヴィドヴィッチ
- エイドリアン・フランシス - グロリア・ルーベン
- 競売人 - バリー・ラットクリフ
- ジャレッド・ミドルトン - ブレット・エドワーズ
- デヴィッド・ステイン - ハンター・バーク
- ブルック - アリーナ・リア
- ロデオのファン - メアリー・オースティン

## 製作
2014年4月、フォックス・2000・ピクチャーズは本作の北米公開日が2015年4月10日であることと主要キャストを発表した。
2014年6月16日よりノースカロライナ州のウィルミントンやウィンストン・セーラムで主要撮影が開始された。同年7月28日には、ノースカロライナ州のジャクソンビルでロデオのシーンが撮影された。その後、ウィンストン・セーラムに戻って、LJVMコロシアムでの撮影が行われた。

## 公開
2014年12月、本作のファースト・トレイラーが『イントゥ・ザ・ウッズ』の上映前に流された。

## 興行収入
2015年4月10日、本作は北米3366館で公開され公開初週末に1350万ドルを稼ぎ出し、週末興行収入ランキング初登場3位となった。

## 評価
本作は批評家から酷評された。映画批評集積サイトのRotten Tomatoesには112件のレビューがあり、批評家支持率は29%、平均点は10点満点で4.4点となっている。サイト側による批評家の見解の要約は「いつものニコラス・スパークス原作映画に比べれば、『ロンゲスト・ライド』の小手先感は小さい。しかし、それでもなおサッカリンのような甘ったるさがあり、絶望的な雰囲気を漂わせている。もっとも、本作を見たがるような人にとって、そうした点は大して問題にならないのだろうけれども」となっている。また、Metacriticには30件のレビューがあり、加重平均値は33/100となっている。なお、本作のCinemaScoreはAとなっている。ニコラス・スパークスの小説を原作とした映画がシネマスコアでA-評価以上の評価を得たのは、本作が初めてのことであった。